# Nana (1926)
Nana is een Franse dramafilm uit 1926 onder regie van Jean Renoir. Het scenario is gebaseerd op de gelijknamige roman uit 1880 van de Franse auteur Émile Zola.

## Verhaal
De beeldschone Nana werkt in Parijs als zangeres en prostituee. Hoewel ze niet kan zingen of toneelspelen, is elke voorstelling uitverkocht. Ze weet als geen ander haar macht over mannen uit te buiten.

## Rolverdeling
| Acteur                  | Personage            |
| ----------------------- | -------------------- |
| Catherine Hessling      | Nana                 |
| Pierre Lestringuez      | Bordenave            |
| Jacqueline Forzane      | Gravin Muffat        |
| Werner Krauss           | Graaf Muffat         |
| Jean Angelo             | Graaf van Vandeuvres |
| Raymond Guérin-Catelain | Georges Hugon        |
| Claude Autant-Lara      | Fauchery             |
| Pierre Champagne        | Hector de la Faloise |
| Karl Harbacher          | Francis              |
| Valeska Gert            | Zoë                  |
| Jacqueline Ford         | Rose Mignon          |